# Кров для Дракули
Кров для Дракули (англ. Blood for Dracula) — це чорна комедія, знята 1974 року. Режисер та автор сценарію Пол Морріссі.

## Сюжет
На початку 1920-х років, хворий і помираючий граф Дракула, щоб вижити має випити невинної крові. За задумом свого слуги Антона, граф їде з Трансільванії до Італії, вважаючи, що більше шансів знайти незайману дівчину в католицькій країні. В цей час вся родина Дракули вимерла з двох причин: першою причиною була відсутність незайманих в їх рідних землях, другою — репутація, що відлякувала жінок від їхнього замку. Одразу по прибуттю Дракула познайомився з маркізом Ді Фіоре, збанкрутілим землевласником, що мав чотирьох дочок і бажав їх видати за багатого аристократа. З чотирьох, дві дочки регулярно користуються інтимними послугами різнороба-марксиста Маріо, що вірить в соціалістичну революцію в Італії. Наймолодша і найстарша дочки незаймані, остання вже вважається старою дівою, а молодшій лише 14 років. Отримавши гарантії, що обидві дочки є незайманими, Дракула п'є їх кров. Але йому стає тільки гірше від їх «невинної» крові. Граф перетворює двох дочок на своїх рабинь. Маркіз Ді Фіоре від'їжджає з Італії, щоб розплатитись з боргами. Маріо дізнається, що Дракула вампір і його наміри щодо сестер Ді Фіоре. Розповідає про це маркізі Ді Фіоре. Дракула перетворює на вампіра старшу сестру. Маркіза в сутичці з слугою вампіра Антоном помирає, встигнувши його застрелити. Маріо вбиває Дракулу і старшу сестру, і стає де-факто господарем і керуючим нерухомістю.

## Актори
- Удо Кір — Дракула
- Джо Даллесандро — Маріо Балато
- Вітторіо де Сіка  — Маркіз Ді Фіоре
- Мілена Вукотіч — Есмеральда
- Максім Маккендрі — Маркіза Ді Фіоре
- Домінік Дарель — Сафірія
- Роман Полянський — чоловік у таверні
- Стефанія Казіні — Рубінія
- Сільвія Діонісіо — Перла

## Додаткова література
- Roberto Curti[it]. Italian Gothic Horror Films, 1970—1979. — Jefferson, North Carolina : McFarland & Company, 2017. — 246 p. — ISBN 978-1476664699.